# Berhaneyesus Souraphiel
Berhaneyesus Demerew Souraphiel (ብርሃነ ኢየሱስ ደምረው ሱራፌል; Tchela Claka, 14 luglio 1948) è un cardinale e arcivescovo cattolico etiope.
Dal 7 luglio 1999 è arcieparca di Addis Abeba. Attualmente è presidente del Consiglio della Chiesa Etiopica, presidente della Conferenza episcopale di Etiopia ed Eritrea e presidente dell'Associazione delle Conferenze Episcopali dell'Africa Orientale.

## Biografia

### Formazione
Berhaneyesus Demerew Souraphiel è nato il 14 luglio 1948 nel villaggio di Tchela Claka, facente parte del vicariato apostolico di Harar, nell'Impero etiope (attuale Etiopia). Oltre a lui, la sua famiglia, di umili origini e profondamente religiosa, è composta di altri sette fratelli, di cui tutti tranne uno abitano nel Paese natale. Appartengono tutti alla Chiesa cattolica etiope, una Chiesa orientale di rito liturgico alessandrino, che volle separasi dalla Chiesa ortodossa etiope nel 1622 per entrare in comunione con Roma, senza tuttavia rinunciare ai propri usi religiosi. In particolare, la conversione della sua famiglia si deve al cardinale cappuccino Guglielmo Massaia che, durante i trentacinque anni passati in Etiopia come missionario e vicario apostolico, è stato artefice dell'evangelizzazione nel Paese africano nella seconda metà del XIX secolo.
Ha ricevuto la formazione primaria presso la locale scuola ortodossa di Saint Michael e per un anno presso la scuola statale di Akaki. Nel 1958 ha iniziato a frequentare istituti diretti da cappuccini e fratelli cristiani a Dire Dawa e nel 1963 ha deciso di seguire la sua vocazione sacerdotale entrando nel seminario minore di Guder, diretto dai padri lazzaristi, congregazione fondata nel 1625 a Parigi, da San Vincenzo de' Paoli. Si è poi iscritto al seminario maggiore di Makanissa, dove ha studiato filosofia e teologia. Nel 1968 si è trasferito al seminario maggiore di Saint Kaleb, nella capitale, frequentando anche l'Università Haileselassie I (attuale Università di Addis Abeba). Due anni dopo, dal 1970 al 1974, si è trasferito per un soggiorno di studio a Londra, dove ha frequentato il King's College e il Missionary institute. Ritornato in patria, è stato ordinato presbitero il 4 luglio 1976 per la Congregazione della missione, all'età di ventisette anni. Dopo l'ordinazione è partito volontariamente come missionario nella parte sud-occidentale del suo Paese: ha svolto il servizio pastorale prima a Dembidollo e Wallega, tra il 1976 e il 1977, e infine a Bonga e Kaffa, fino al 1979.
Nel giugno del 1979 è stato imprigionato per sette mesi durante una persecuzione militare degli ecclesiastici ad opera del governo comunista del dittatore etiope Menghistu Hailè Mariàm, che ha ucciso molte migliaia di suoi oppositori, imprigionato persone per motivi religiosi e confiscato beni. Dopo la sua liberazione, nel 1981 ha deciso di completare la sua formazione a Roma, presso la Pontificia Università Gregoriana, dove ha conseguito un dottorato in sociologia. Durante la permanenza nella capitale italiana ha anche svolto il ruolo di delegato per l'Assemblea Generale dei Lazzaristi.
Nel 1983 è ritornato in Etiopia, dove per sette anni ha gestito la pastorale nella capitale Addis Abeba, martoriata dal totalitarismo. È stato assegnato alla parrocchia Mary of Zion e nel contempo ha diretto, tra il 1985 e il 1991, il noviziato lazzarista, insegnando anche presso l'istituto filosofico e teologico di Saint Francis. La sua dedizione e il suo impegno nel conforto delle vittime della dittatura hanno fatto sì che 1991 venisse nominato superiore provinciale dei Lazzaristi. Dopo il rovesciamento del regime comunista, è divenuto professore presso il seminario di Addis Abeba. È stato anche scelto come vicario episcopale di monsignor Fikre-Mariam Ghemetchu, vescovo titolare di Fussala e vicario apostolico di Nekemte. È stato poi nominato come primo prefetto apostolico di Gimma-Bonga (senza carattere episcopale) da papa Giovanni Paolo II, il 10 giugno 1994, ruolo svolto fino alla sua promozione all'episcopato. Durante la sua vita di sacerdote ha combattuto costantemente e denunciato la tratta di esseri umani.

### Ministero episcopale
Il 7 novembre 1997 papa Giovanni Paolo II lo ha nominato vescovo titolare di Bita, e contemporaneamente vescovo ausiliare di Addis Abeba. La sua consacrazione episcopale è avvenuta il 25 gennaio 1998, nella Cattedrale della Natività della Beata Vergine Maria di Addis Abeba, per mano del cardinale Paulos Tzadua, arcieparca metropolita della medesima arcieparchia, assistito da monsignor Yohannes Woldegiorgis, vescovo titolare di Forma e vicario apostolico di Meki, e da monsignor Woldetensaé Ghebreghiorghis, vescovo titolare di Asuoremista e vicario apostolico di Harar. Nel 1998 è stato anche eletto presidente del Consiglio della Chiesa Etiopica, che riunisce tutti i vescovi appartenenti a questo rito, succedendo al cardinale Tzadua. Dopo le dimissioni per raggiunti limiti d'età del settantasettenne cardinale etiope, il 16 giugno 1998 è stato nominato amministratore apostolico della sede primaziale della Chiesa di rito orientale.
Tenendo presente il lato positivo dell'oppressione delle chiese cristiane e di altri gruppi religiosi sotto il regime militare comunista, egli ha affermato che "ci ha fatto incontrare, come hanno fatto i nostri sforzi congiunti negli anni di siccità e carestia". Ha poi aggiunto che i "frutti della collaborazione hanno portato a un forte forum interreligioso nazionale di leader religiosi".
Il 7 luglio 1999 è stato eletto dal Sinodo della Chiesa cattolica etiope nuovo arcieparca metropolita di Addis Abeba. Papa Wojtyla, dopo essere stato informato, ha confermato e benedetto tale nomina. Non molto tempo dopo, nello stesso anno, è stato eletto anche presidente della Conferenza Episcopale di Etiopia ed Eritrea. Il 29 giugno 2000, giorno della solennità dei Santi Pietro e Paolo, si è recato presso la Basilica di San Pietro in Vaticano, dove il Pontefice gli ha imposto il pallio, simbolo di comunione tra la Santa Sede e il metropolita. Ha partecipato all'XI Assemblea Generale Ordinaria sull'Eucaristia nel 2005.
Nel dicembre 2008, è stato uno di una dozzina di figure religiose etiopi che ha adottato una risoluzione contro l'omosessualità, esortando i legislatori etiopi ad approvare il divieto di attività omosessuale nella costituzione. Lo stesso anno, ha partecipato alla XII Assemblea Generale Ordinaria sulla Parola di Dio. Nel 2009, con gli altri leader religiosi etiopi, ha scritto al presidente statunitense Barack Obama prima dei negoziati internazionali sul clima in Danimarca, chiedendogli di adottare una forte "posizione e impegno politico sul cambiamento climatico del suono". Hanno chiamato tale atteggiamento di un "imperativo morale ed etico per garantire un ambiente preservato."
L'anno stesso, il 7 marzo, papa Benedetto XVI lo ha nominato membro della Congregazione per le Chiese Orientali, incarico che tuttora mantiene. Dal 7 al 28 ottobre 2012, ha partecipato alla XIII Assemblea Generale Ordinaria del Sinodo dei Vescovi. Durante una visita negli Stati Uniti, nel 2013, Souraphiel ha detto in un'intervista pubblicata su Catholic News Service che "l'istruzione è la chiave per lo sviluppo e la pace." Il 12 novembre medesimo, durante una visita alla Niagara University, è stato premiato dal presidente lazzarista James J. Maher con la medaglia dell'istituto.
Il 9 maggio 2014, in occasione di una visita ad limina all'Assemblea dei Vescovi cattolici d'Etiopia, ha avuto occasione di incontrare papa Francesco, che gli ha ribadito il suo sostegno alla costruzione dell'Università Cattolica d'Etiopia. Il 24 luglio dello stesso anno, succedendo a monsignor Tarcisius Gervazio Ziyaye, arcivescovo metropolita di Lilongwe, è stato eletto presidente dell'Associazione dei Membri delle Conferenze Episcopali dell'Africa Orientale (A.M.E.C.E.A.), una conferenza che riunisce tutti i vescovi cattolici e di rito orientale di Gibuti, Eritrea, Etiopia, Kenya, Malawi, Somalia, Sudan del Sud, Sudan, Tanzania, Uganda e Zambia. Nello stesso mese è stato nominato cancelliere dell'Università Cattolica dell'Africa Orientale. Il 9 settembre 2014 è stato nominato da papa Francesco padre sinodale della III Assemblea Generale Straordinaria del Sinodo dei Vescovi che si è tenuta dal 5 al 19 ottobre.
In un'intervista al Collegio Etiopico, a seguito dell'assemblea sinodale, ha parlato dei gravi problemi dell'immigrazione di molti africani in fuga da guerre, persecuzioni e povertà verso il Mediterraneo e di quanti di questi profughi muoiono senza salvarsi. Ha anche parlato delle difficoltà in particolare dell'Etiopia, delle difficoltà economiche del Paese e del positivo aumento delle vocazioni, oltre che della speranza nella costruzione dell'Università Cattolica nazionale.
Ha sempre sostenuto la presenza del Continente africano all'interno della Chiesa cattolica. Questo lo affermato anche in un'intervista, dicendo che "la Chiesa non ha bisogno di una struttura di potere" e che "gli africani hanno un grande rispetto e affetto per il Santo Padre per l'enfasi che mette sui poveri, sugli immigrati, i bisognosi e per il suo stile di vita semplice".

### Cardinalato
Il 4 gennaio 2015, dopo l'Angelus domenicale, papa Francesco ha dato l'annuncio della sua nomina a cardinale nel concistoro che si è tenuto il successivo 14 febbraio nella Basilica di San Pietro, in cui gli sono stati assegnati l'anello, la berretta cardinalizia e il titolo cardinalizio di San Romano Martire, istituito nello stesso concistoro. Ha preso possesso del suo titolo cardinalizio in data 18 ottobre 2015, in una cerimonia svoltasi alle ore 11. È il secondo cardinale etiope ad essere stato nominato dopo Paulos Tzadua, e il quarto appartenente alla Congregazione della missione dopo Stéphanos I Sidarouss, Stéphanos II Ghattas e Franc Rodé.
Nel marzo dello stesso anno ha incontrato nel suo ufficio Tessama Belay, il militare che materialmente ha proceduto al suo rapimento e alla sua incarcerazione nel 1980, che dopo ciò è stato condannato alla prigionia. Vi è stato in questa occasione un reciproco perdono, testimoniato anche da quanto affermato da Belay rivolgendosi al cardinale: "Quando vi ho chiesto perdono non ho avuto bisogno di ripeterlo molte volte, mi avete detto di avermi perdonato da molto tempo senza esitazioni". Già altre volte, infatti, il primate della Chiesa di rito orientale si era recato in visita al militare e alla sua famiglia. Egli ha ricordato quanto sia importante la riconciliazione nella nostra epoca, dichiarando di sostenere il Comitato Nazionale nella promozione di questo scopo.
Il 13 aprile successivo lo stesso Pontefice lo ha confermato come membro della Congregazione per le Chiese Orientali e nominato membro del Pontificio Consiglio della Pastorale per i Migranti e gli Itineranti.
Dal 4 al 25 ottobre 2015 ha partecipato in qualità di presidente del Consiglio della Chiesa Etiopica alla XIV Assemblea Genereale Ordinaria del Sinodo dei Vescovi che si è tenuta nella Città del Vaticano.
Il 7 e 8 maggio 2025 ha partecipato come cardinale elettore al conclave che ha portato all'elezione di papa Leone XIV.

## Genealogia episcopale e successione apostolica
La genealogia episcopale è:
- Cardinale Scipione Rebiba
- Cardinale Giulio Antonio Santori
- Cardinale Girolamo Bernerio, O.P.
- Arcivescovo Galeazzo Sanvitale
- Cardinale Ludovico Ludovisi
- Cardinale Luigi Caetani
- Cardinale Ulderico Carpegna
- Cardinale Paluzzo Paluzzi Altieri degli Albertoni
- Papa Benedetto XIII
- Papa Benedetto XIV
- Papa Clemente XIII
- Cardinale Marcantonio Colonna
- Cardinale Giacinto Sigismondo Gerdil, B.
- Cardinale Giulio Maria della Somaglia
- Cardinale Carlo Odescalchi, S.I.
- Cardinale Costantino Patrizi Naro
- Cardinale Lucido Maria Parocchi
- Papa Pio X
- Papa Benedetto XV
- Papa Pio XII
- Cardinale Eugène Tisserant
- Vescovo Hailé Mariam Cahsai
- Arcivescovo Asrate Mariam Yemmeru
- Cardinale Paulos Tzadua
- Cardinale Berhaneyesus Demerew Souraphiel, C.M.

La successione apostolica è:
- Vescovo Tesfasellassie Medhin (2002)
- Vescovo Abraham Desta (2003)
- Vescovo Musie Ghebreghiorghis, O.F.M.Cap. (2004)
- Vescovo Rodrigo Mejía Saldarriaga, S.I. (2007)
- Vescovo Giovanni Migliorati, M.C.C.I. (2009)
- Vescovo Theodorus van Ruijven (van Ruyven), C.M. (2009)
- Vescovo Markos Ghebremedhin, C.M. (2010)
- Vescovo Angelo Moreschi, S.D.B. (2010)
- Vescovo Woldeghiorghis Mathewos (2010)
- Vescovo Lisane-Christos Matheos Semahun (2010)
- Vescovo Tsegaye Keneni Derara (2013)
- Vescovo Angelo Pagano, O.F.M.Cap. (2016)
- Vescovo Roberto Bergamaschi, S.D.B. (2016)
- Vescovo Noel Seyoum Fransua (2017)
- Vescovo Lukas Teshome Fikre Woldetensae (2024)
- Vescovo Dejene Hidoto Gamo, O.F.M.Cap. (2024)
- Vescovo Getahun Fanta Shikune, C.M. (2024)
- Vescovo Tesfaye Tadesse Gebresilasie, M.C.C.I. (2025)
- Vescovo Gobezayehu Getachew Yilma (2025)